# 소모 (가수)
조지프 소머스모랄레스(Joseph Somers-Morales, 1987년 9월 11일 ~ )는 소모(SoMo)라는 예명으로 잘 알려진 미국의 가수이다.